# Čáslavský kraj
Počátky existence Čáslavského kraje nebo také jen Čáslavska spadají do druhé poloviny 13. století, kdy Přemysl Otakar II. původní hradské zřízení nahradil krajským zřízením. Centrem původního hradského zřízení byl až do zavedení krajského zřízení Čáslavský hrádek (dnes návrší nad atletickým stadionem ve Vodrantech), poté krajské město Čáslav, podle kterého se Čáslavský kraj nazývá.

## Historie

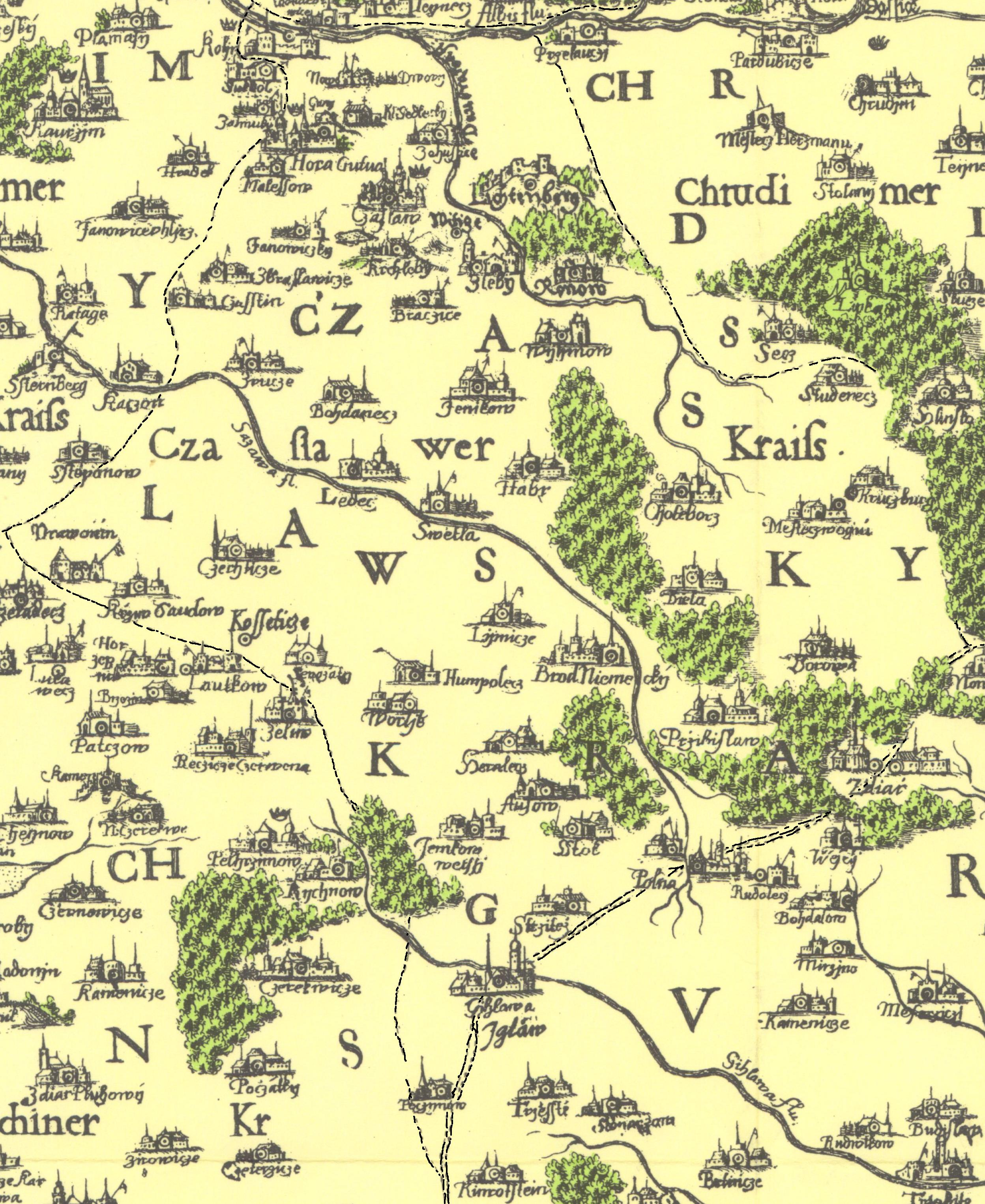
Nejstarší vyobrazení Čáslavského kraje na Aretinově mapě roku 1619

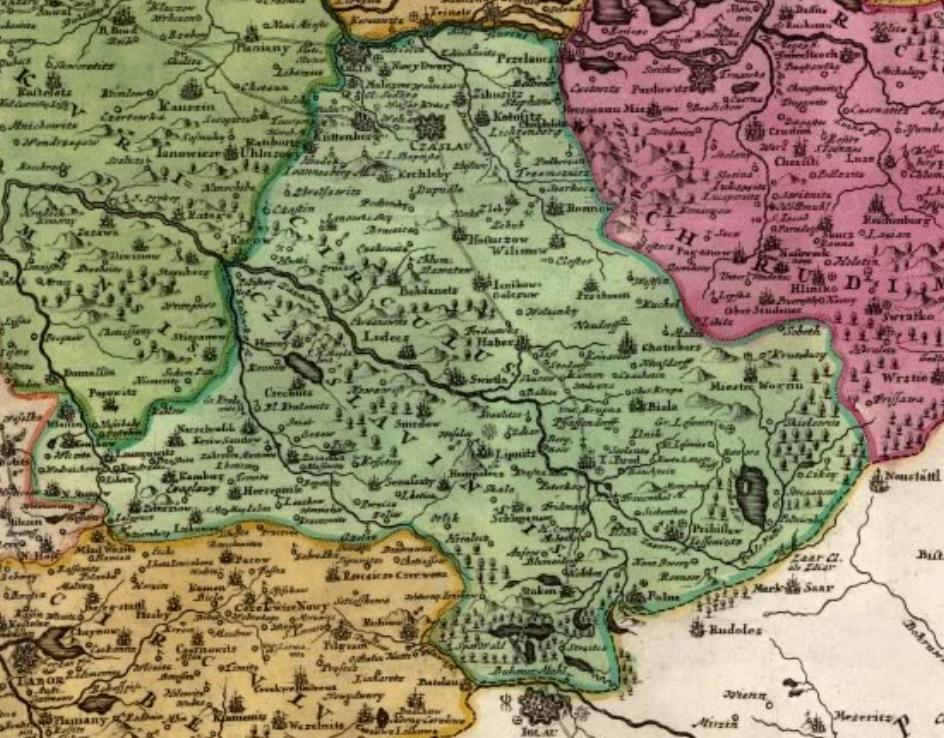
Čáslavský kraj na Vogtově mapě 1712

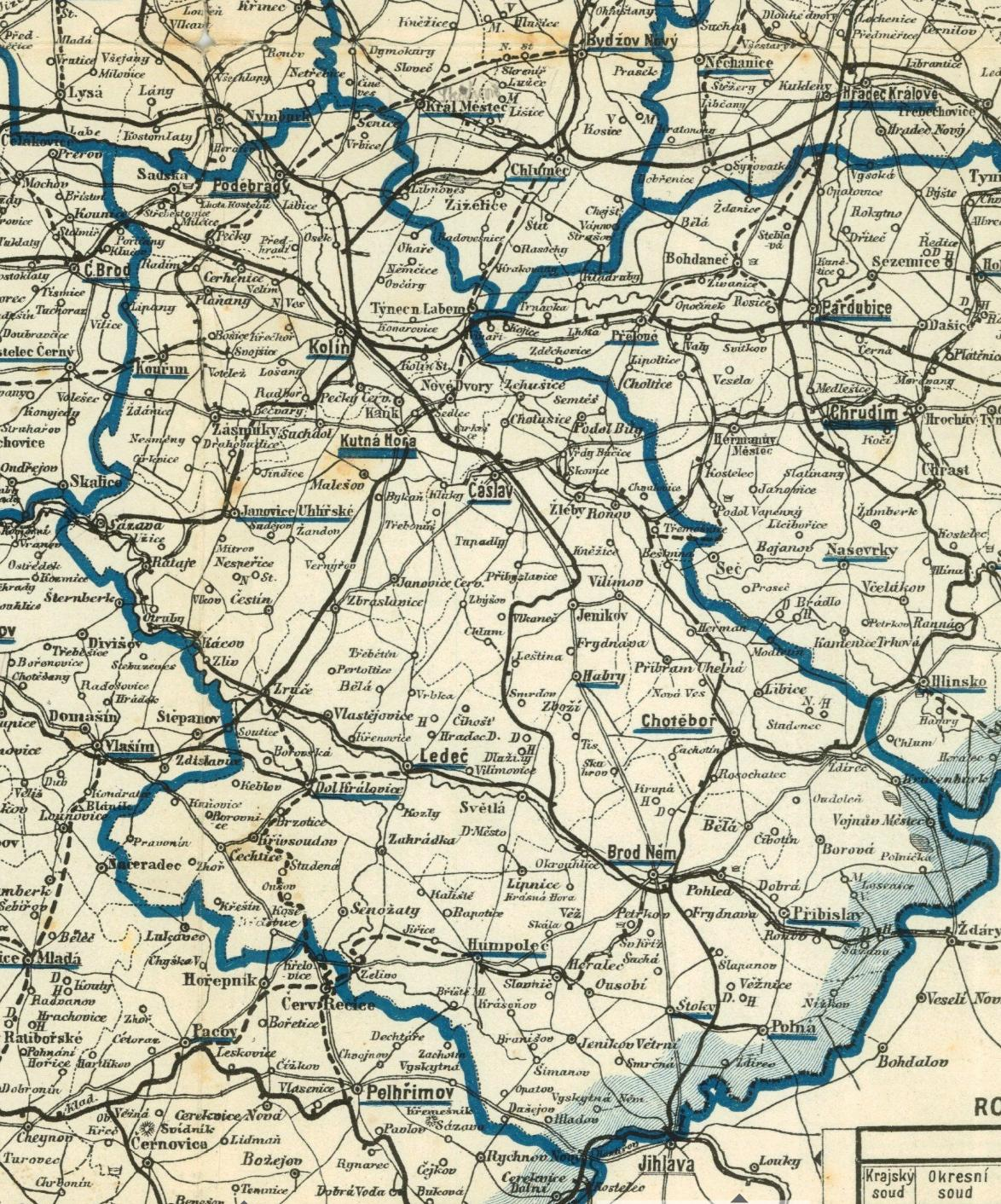
Čáslavský kraj roku 1909. V roce 1868 byly zrušeny krajské úřady a kraje jako administrativní jednotky. Nadále však zůstala zachována krajská organizace u soudů. Krajský soud sídlil v Kutné Hoře.

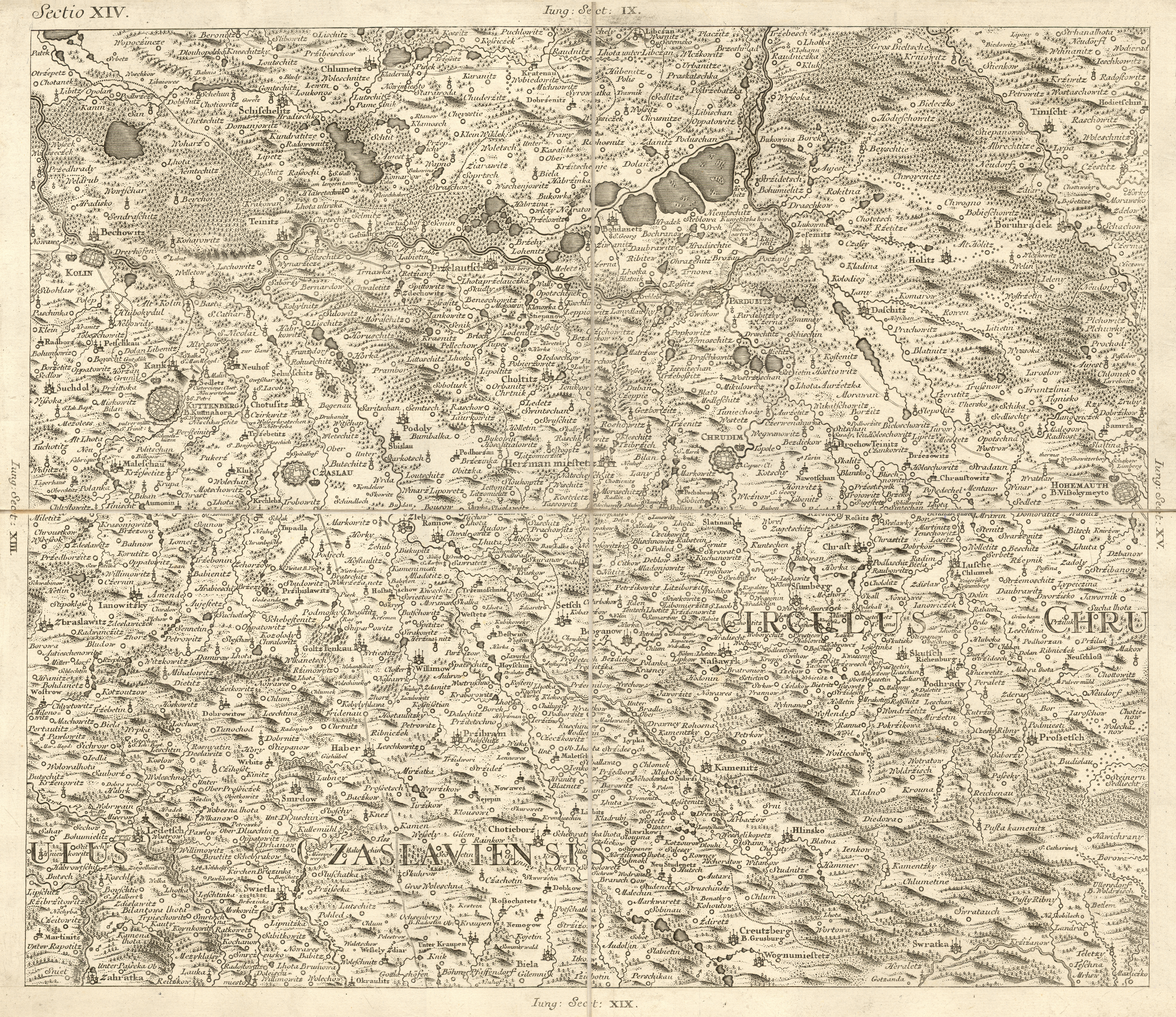
Severovýchod kraje na podrobné Mullerově mapě z roku 1720. Zde je kraj již po reformě z roku 1714.

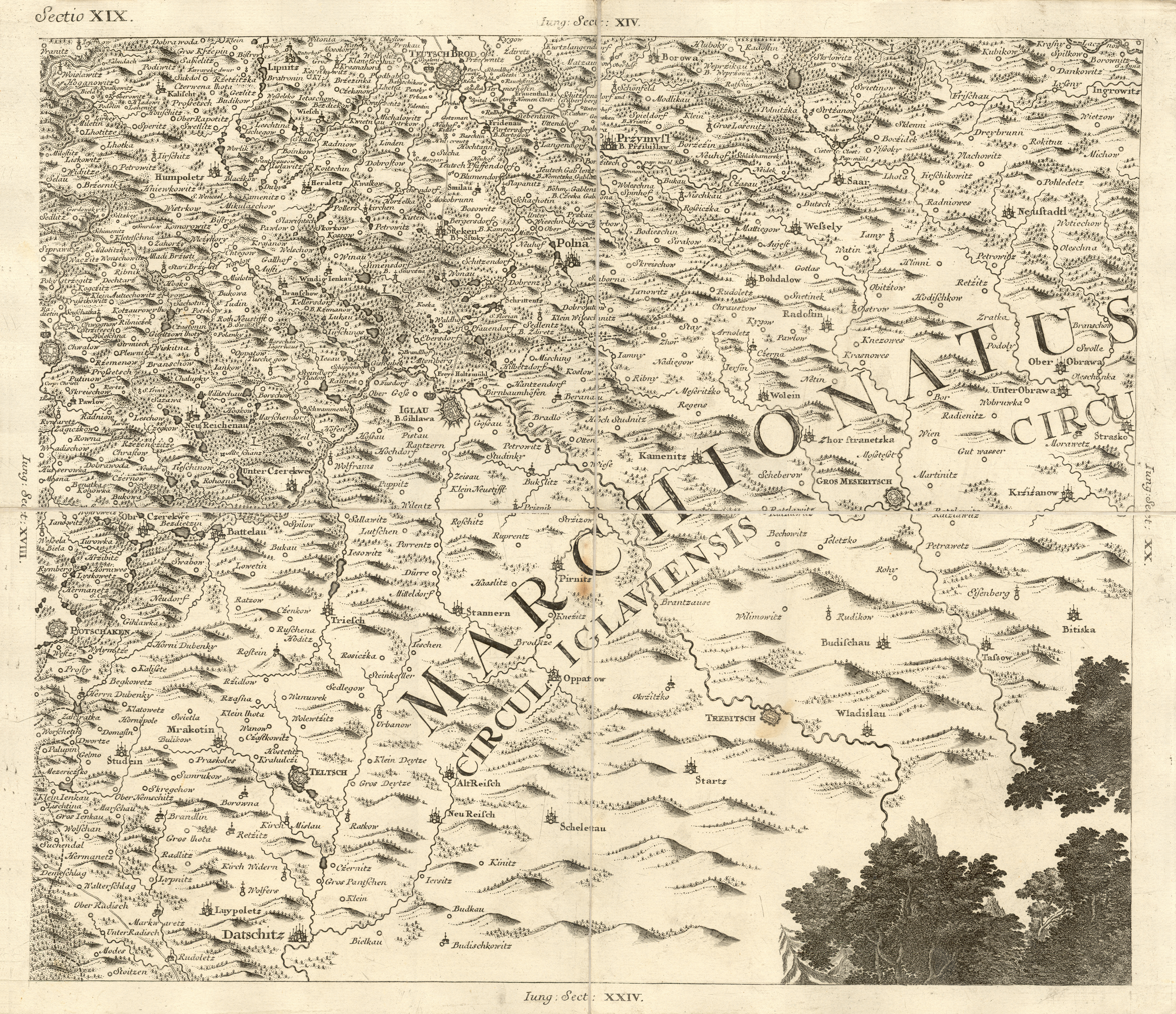
Jihovýchodní část kraje podrobné Mullerovy mapy z roku 1720. Zde je vidět přesné vymezení hranice s Moravou.

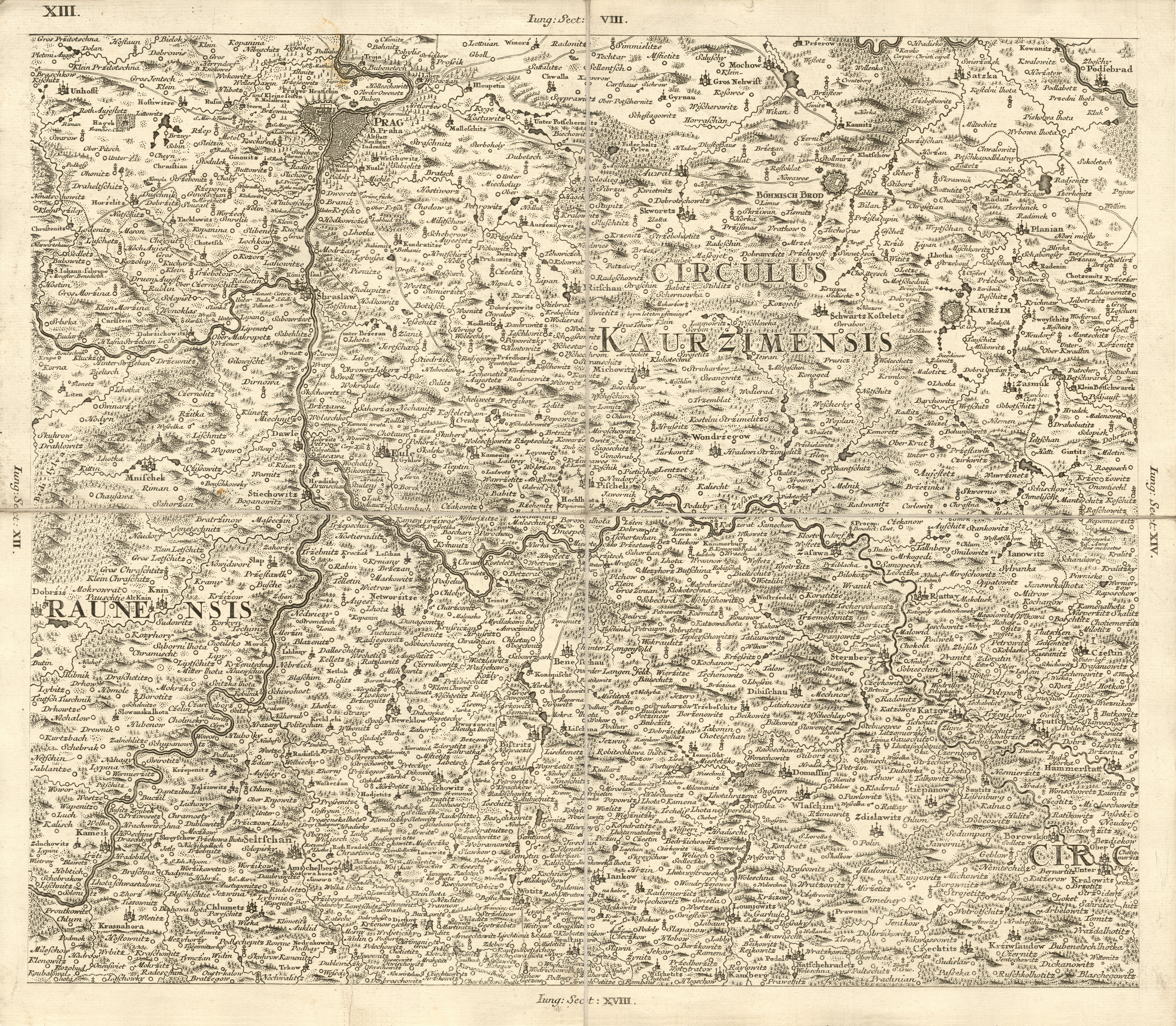
Část severozápadní strany kraje na Mullerově podrobné mapě z roku 1720

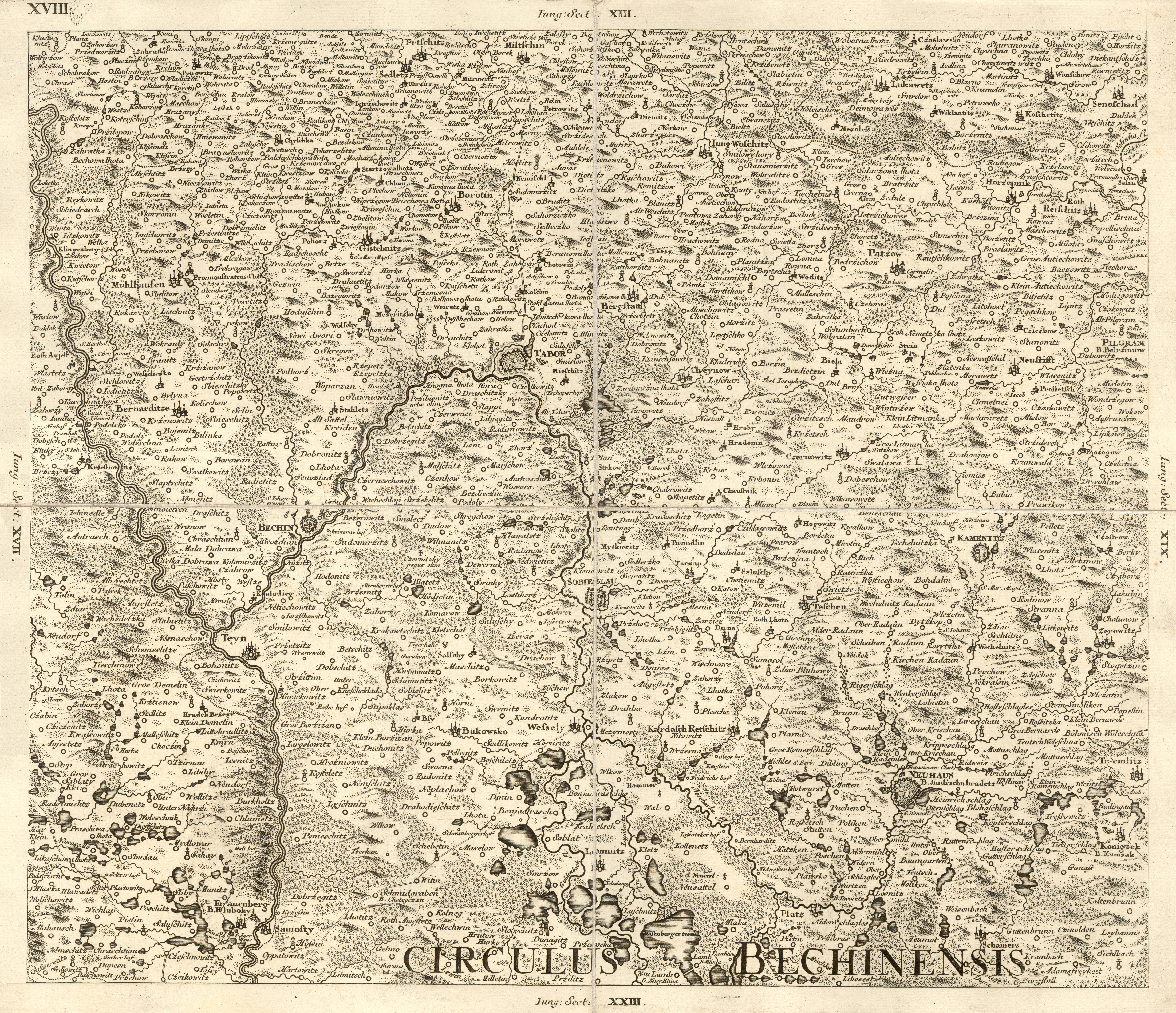
Jihozápadní roh roh kraje s městečkem Lukavec na Mullerově podrobné mapě z roku 1720

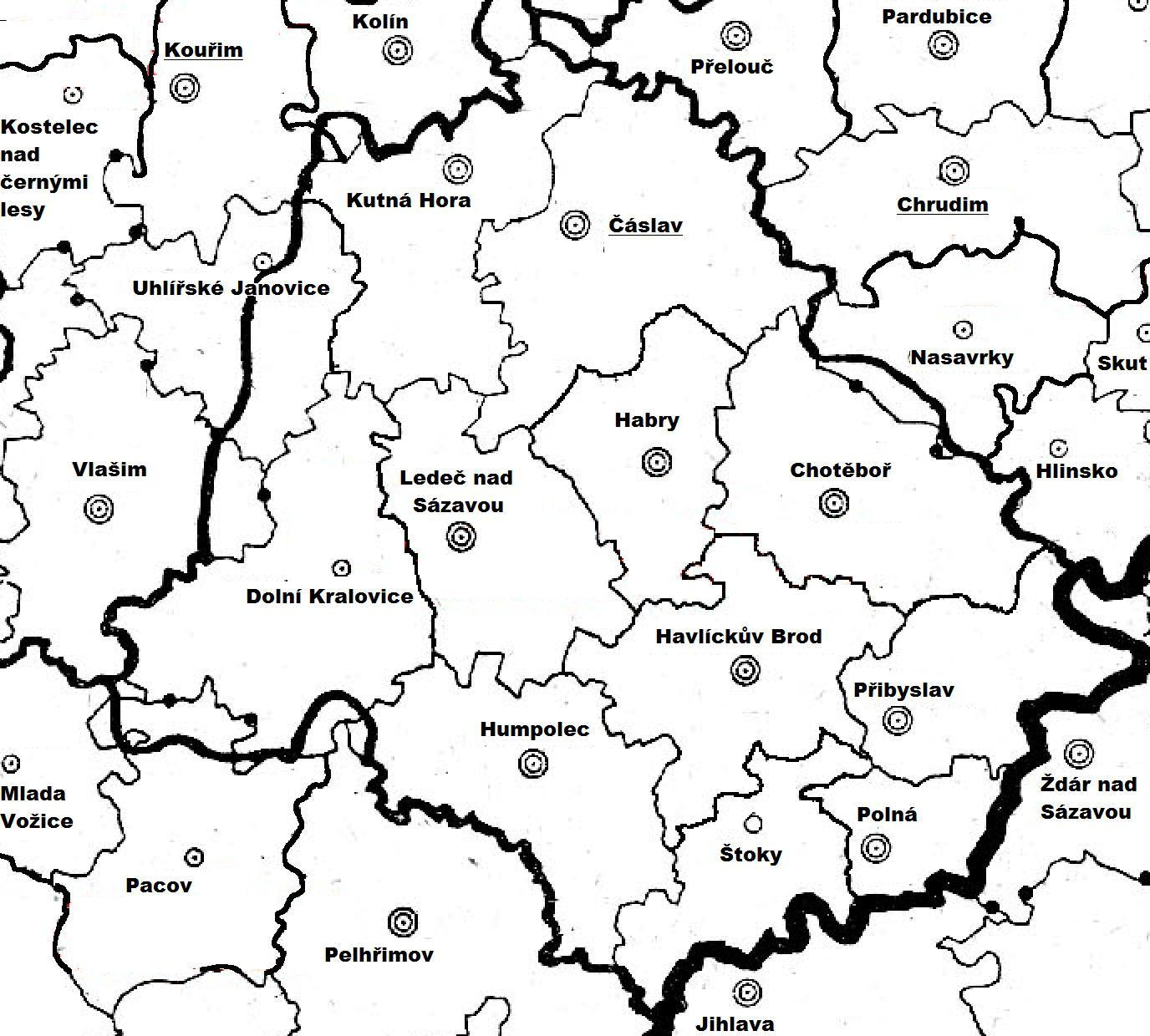
Porovnání umístění soudních okresů s původním feudálním Čáslavským krajem, jehož základní jednotkou bylo panství (soudní okres Štoky vznikl až v roce 1877 a sdružoval německé obce)

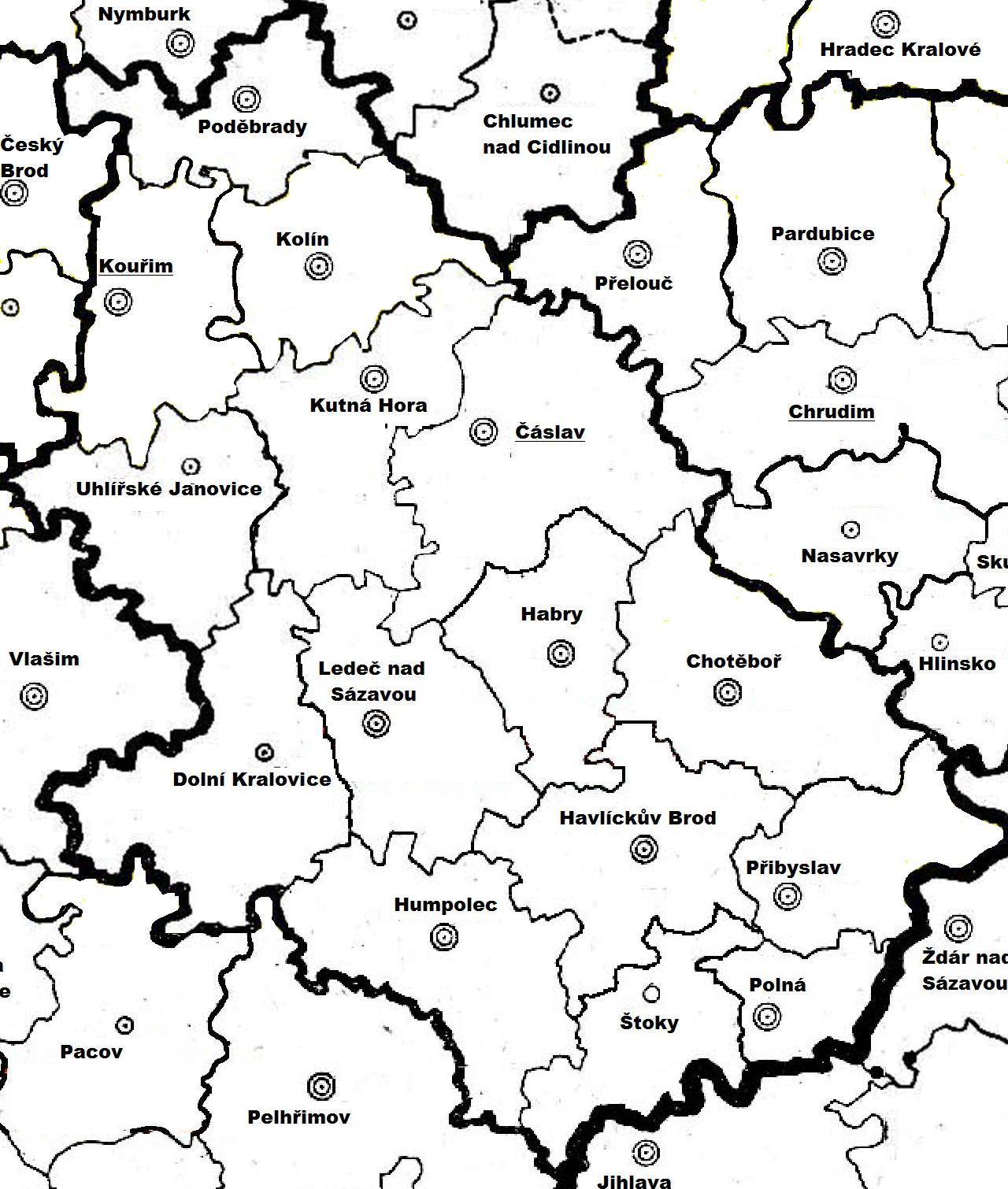
Soudní okresy Čáslavského kraje od roku 1855, základní jednotkou je svobodná obec (soudní okres Štoky vznikl až v roce 1877 a to na žádost německých obcí)

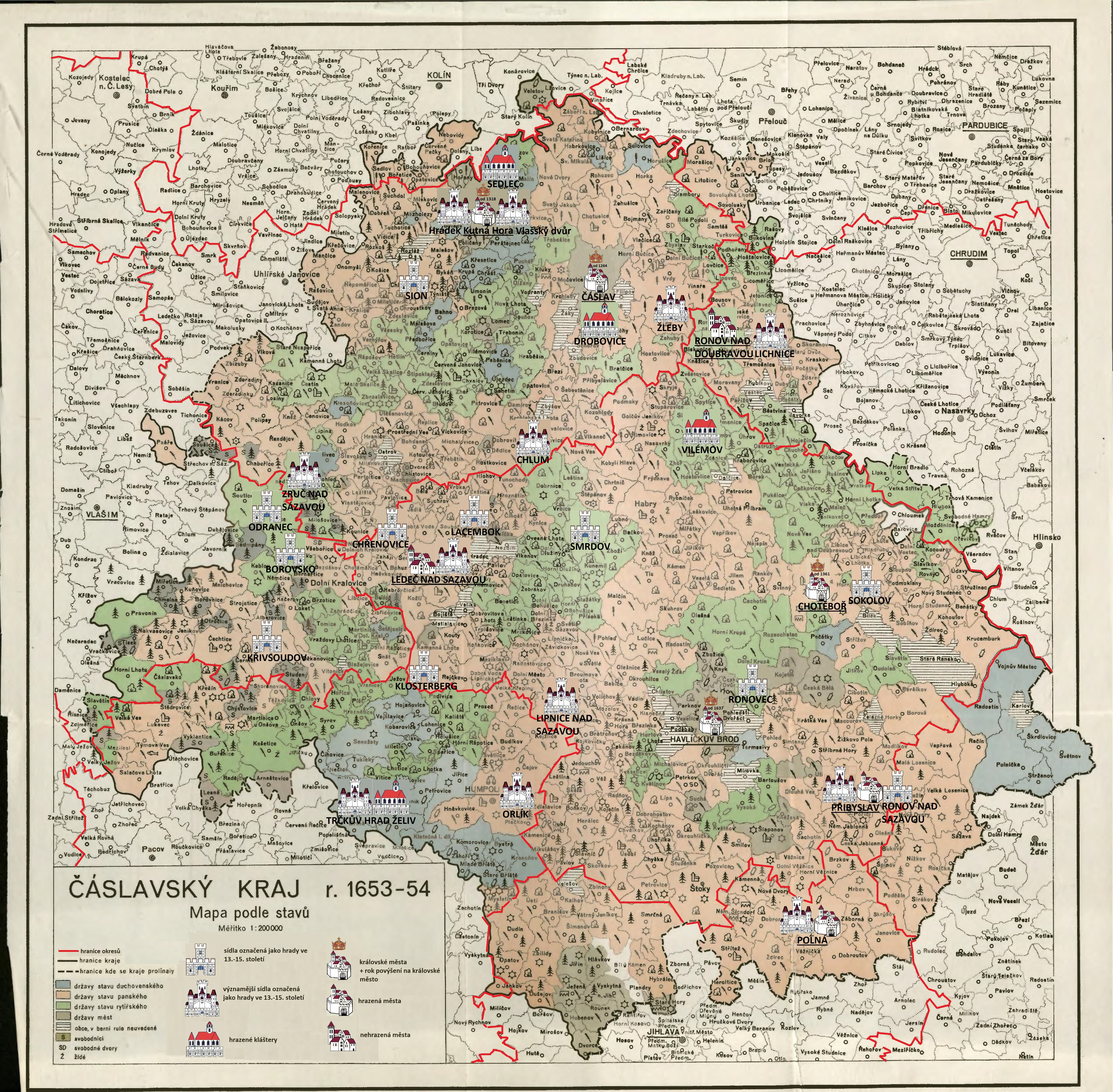
Čáslavský kraj: hrady a okresy 2018

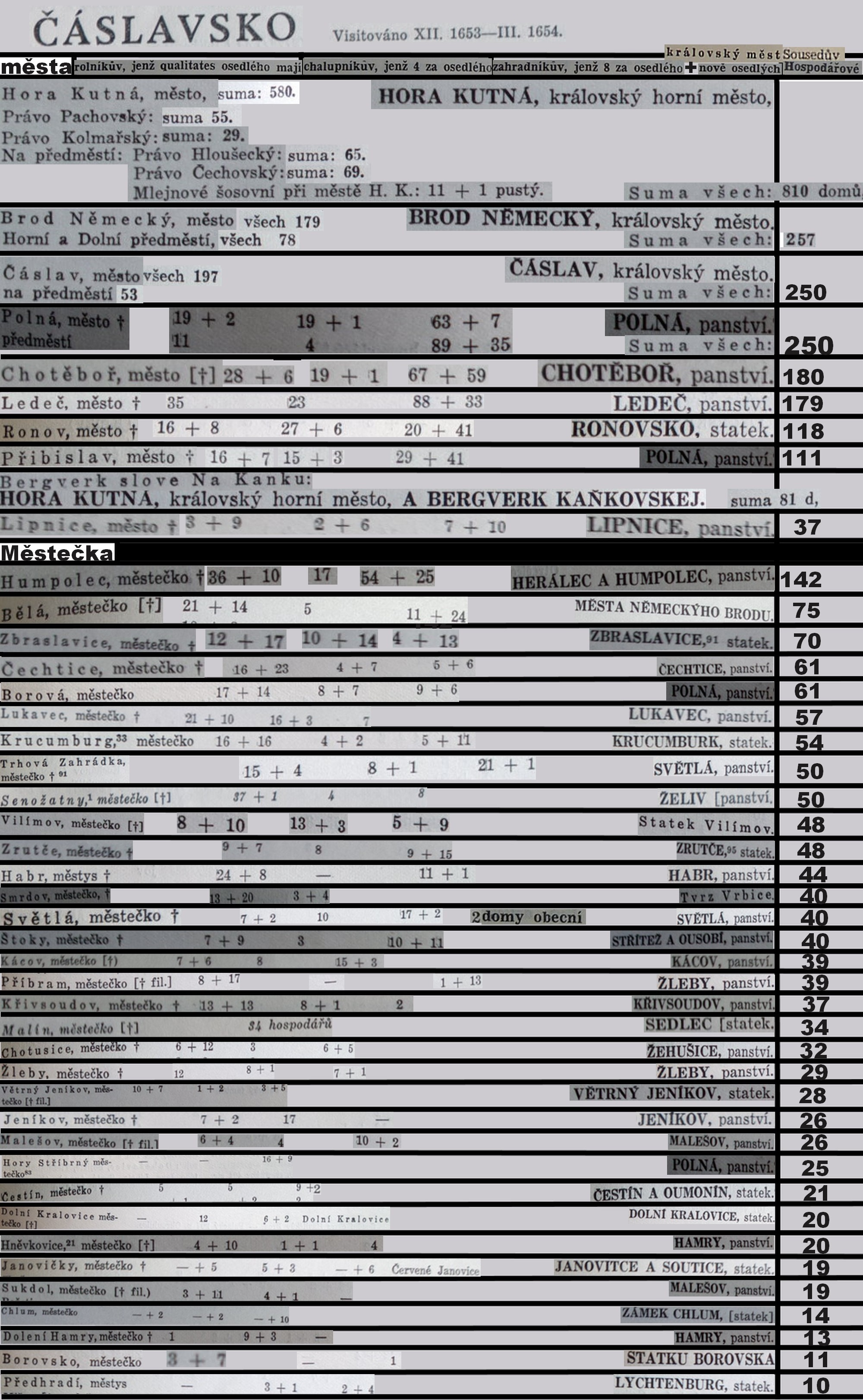
Čáslavsko, města a městečka roku 1654. Města a městečka seřazena podle počtu zdaněných osob (hospodářů a sousedů), to znamená v městech královských všichni sousedé (majitelé měšťanských domů) a v městech poddanských poddanské usedlosti hospodářů. Berní skupina 1 osedlý (sedlák) většinou vlastnil celý lán půdy (60 korců) a z toho platil daň. Dělení hospodářů: 1 osedlý = 1 sedlák, 1 osedlý = 4 chalupníci, 1 osedlý = 8 domkařů. Zvlášť byli zapisováni nově osedlí, kteří měli speciální režim daní (v tabulce uvedeni za plusem +)

Čáslavským krajem protékala takřka celým svým tokem řeka Sázava, za vysokého stavu hladiny se dříve plavilo dříví. Pruh lesů v Posázaví se do dnešní doby moc nezměnil a jeho zemědělské obhospodařování zůstalo stejné. Na území kraje se ve 12. a 13. století rozkládalo údělné knížectví Děpolticů a krátce poté se stalo světově známým krajem díky těžbě stříbra v Kutné Hoře. První zmínka o kraji je ve 12. století a od té doby se jeho územní vymezení příliš neměnilo. Poprávci kraje pocházeli často z rodu Lichtenburků nebo pánů z Chlumu.
Roku 1331 Chotěboř získala status královského města zásluhou krále Jana Lucemburského. Císař a král Karel IV. roku 1356 dovolil město opevnit hradbami, ale již v roce 1499 Chotěboř klesla mezi města poddanská jako majetek Trčků z Lípy.
V 15. století se stal bojištěm velkých bojů husitů Jana Žižky, Prokopa Holého a Sirotčího svazu. Ve dnech 3.–7. června 1421 proběhl v čáslavském kostele sv. Petra a Pavla sněm, kde bylo jednohlasně přijato hájení Čtyř artikul pražských, a to i katolíky, Zikmund byl sesazen z trůnu a Pražské artikuly byli povýšeny na zemský zákon. Dále byla zvolena prozatímní dvacetičlenná zemská vláda. Kraj se stal v roce 1440 členem spolku spolupracujících landfrýdů nejvýznamnějšího a nejmocnějšího Východočeského landfrýdu.
V únoru 1469 vojsko krále Jiřího z Poděbrad obklíčilo v bitvě u Vilémova křížovou výpravu uherského krále Matyáše Korvína. Ten v zajetí slíbil, že se bude snažit o smíření Jiřího s papežem. Dne 27. května 1471 na českém sjezdu ve Vlašském dvoře v Kutné Hoře zvolili stavové podobojí i menší část katolické strany českým králem Vladislava Jagellonského. V březnu roku 1485 na českém zemském sněmu v Kutné Hoře byl mezi kališníky a katolíky uzavřen kutnohorský náboženský mír.
V září 1618 došlo k prvnímu střetu třicetileté války mezi vojsky císařskými a stavovskými v šestidenní bitvě. Císařští, vedení Dampierrem, měli ležení severovýchodně od Bratčic, naproti tomu stavovská armáda se položila u Čáslavi a Horek. Císařští byli po šesti dnech nuceni ustupovat směrem na Pelhřimov.
Kaňk bylo původně kutnohorské předměstí, které Ferdinand II. roku 1621 povýšil na královské horní město se stejnými právy jako měla Kutná Hora. Dne 17. května 1742 proběhla bitva u Chotusic a Čáslavi. V důsledku prohrané bitvy přišlo české království o většinu Slezska.
Poddanské městečko Humpolec bylo povýšeno roku 1807 na svobodné město. Humpolečtí zaplatili 8 000 zlatých Františku hraběti Wolkenstein-Trostburg za poskytnutou svobodu jako výkupné z dosavadních povinností a robot. „Porovnání" mezi vrchností a městem bylo sepsáno podrobně 3. července v Herálci na zámku. Významné události byl přítomen i guberniální rada a hejtman čáslavského kraje Norbet Fridrich ze Schmelzeru, který také podepsal vyhotovené Porovnání. Smlouvu podepsali jak zástupci města tak i vrchnosti.
Při solním sčítání v roce 1702 bylo zjištěno v Čáslavském kraji 58 388 křesťanů a 543 židů, dohromady 58 931 obyvatel nad 10 let. V roce 1857 čítala výměra kraje 3948 km², počet obyvatelstva přítomného byl 354 677, což na 1 km² činilo 86 obyvatel, smíšených okresních úřadů bylo 14, dále 794 katastrálních-místních obcí, 19 měst, 35 městysů a 1015 vesnic.
Kraj se také stal světově známý výrobou skla ve Světlé nad Sázavou, kde počátky výroby sahají až do 17. století. Na Světelsku bylo mnoho drobných skláren, z nichž největší josefodolská byla přestavěna v roce 1861 z bývalé papírny.
Kraj vydržel v původním uspořádání až do roku 1849, kdy bylo císařským nařízením č. 268/1849 o nové organizaci soudní, č. 255/1849 o nové organizaci správy a prozatímním zákonem obecním č. 170 ze 17. března 1849 nahrazen správou státní (zeměpanskou). Kraj byl obnoven v pozměněných hranicích roku 1855 a vydržel až do 23. října 1862, kdy bylo krajské zřízení zrušeno. Po zrušení se země členily již jen na okresy. Od roku 1850 se stala Čáslav sídlem okresního hejtmanství, které jako okres vydrželo do roku 1960 jako součást Pardubického kraje.
V roce 1868 byly zrušeny krajské úřady a kraje jako administrativní jednotky. Nadále však zůstala zachována krajská organizace u soudů. Krajský soud sídlil v Kutné Hoře. Čáslavský kraj pro soudní účely s krajským soudem v Kutné Hoře vydržel až do roku 1948.

## Významní hejtmané
- ? – 1240 Jindřich ze Žitavy
- 1240 – ? Smil z Lichtenburka[6]
- 1403 – ? Smil Flaška z Pardubic
- 1423 – ? Jan Roháč z Dubé
- 1440 – 1452 Jan Hertvík z Rušinova
- 1467 – ? Burian Trčka z Lípy
- 1621 Diviš Lacembok Slavata z Chlumu a Košumberka
- 1622 Jáchym Slavata z Chlumu a Košumberka
- 1622 Vilém Vřesovec z Vřesovic
- 1626 Rudolf z Valdštejna
- 1628 Heralt Václav Libštejnský z Kolovrat
- 1631–1632 Zbyněk Leopold Libštejnský z Kolovrat
- 1634–1636 Petr Vok Švihovský z Rýzmberka
- 1638–1639 Václav Lokšan z Lokšan
- 1639 Ladislav Burian z Valdštejna
- 1639 Vilém Václav František z Talmberka
- 1641–1642 Rudolf Václav Střela z Rokyc
- 1643 Vilém Václav František z Talmberka
- 1644 Jindřich Kustoš ze Zubří a Lipky
- 1644 Rudolf Václav Střela z Rokyc
- 1644–1650 Ferdinand František Robmháp ze Suché
- 1650–1651 Rudolf Karel Rašín z Rýzmburka
- 1652–1656 Ferdinand František Robmháp ze Suché
- 1657 Rudolf Karel Rašín z Rýzmburka
- 1658 Václav Rudolf Věžník z Věžník
- 1659 Ferdinand František Robmhám ze Suché
- 1660 Maxmilián Adam z Valdštejna
- 1661–1663 Ferdinand František Robmháp ze Suché
- 1664 Václav Rudolf Věžník z Věžník
- 1665–1674 Ferdinand František Robmháp ze Suché
- 1674–1679 Karel Leopold hrabě Caretto-Millesimo
- 1680–1711 Bernard František hrabě Věžník z Věžník
- 1712–1713 František Bechyně z Lažan
- 1713–1719 Josef Gastheimb z Gastheimbu
- 1720–1724 František Arnošt hrabě z Thürheimu
- 1725–1729 Václav Ignác Bechyně z Lažan
- 1729–1733 František Bernard Vernier z Rougemontu
- 1734–1738 Ferdinand Adam hrabě Kustoš ze Zubří a Lipky
- 1738–1740 Josef Jaroslav hrabě Věžník z Věžník
- 1740–1750 Jan Pertold Záruba z Hustířan
- 1750–1763 Václav Petr Dobřenský z Dobřenic
- 1764–1784 Jan Josef Jeřábek z Jeřabiny a Berglerbergu
- 1785–1801 Ferdinand Pacovský z Libína
- 1802–1809 Norbert Friedrich von Schmelzern
- 1809 Josef Procházka
- 1809–1824 Johann von Beierweck
- 1825–1836 Ignác Hawle
- 1836 Josef Kletzansky
- 1836–1842 Vincenc Breisky
- 1842–1846 Karel hrabě Rothkirch-Panthen
- 1846–1849 Johann Nepomuk David

## Hrady v kraji
Místa v kraji Čáslavském v letech 1375 až 1525, označená jako hrady.
| jméno hradu            | držitelé roku 1375                                                          | držitelé roku 1420                               | držitelé roku 1475                                         | držitelé roku 1525                                                      |
| ---------------------- | --------------------------------------------------------------------------- | ------------------------------------------------ | ---------------------------------------------------------- | ----------------------------------------------------------------------- |
| 1. Borovsko            | vladykové z Volfemberka                                                     | vladykové ze Soutic                              | páni z Valdeka                                             | součástí panství Zruč nad Sázavou pánů Kolovratů ze Zruče a z Chřenovic |
| 2. Hrádek (Kutná Hora) | před přestavbou veden jako Tvrz                                             | páni z Donína                                    | měšťan Ambrož Zlatník z Hrádku (zvaný Krtek)               | pání z Vrchovišť                                                        |
| 3. Chlum               | páni z Chlumu a Košumberka                                                  | páni z Chlumu a Košumberka                       | páni z Chlumu a Košumberka                                 | páni z Chlumu a Košumberka                                              |
| 4. Chřenovice          | páni Kolovratové z Chřenovic                                                | měšťané Názové z Chřenovic                       | součástí panství Ledeč nad Sázavou pánů Ledečských z Říčan | zánik 1545                                                              |
| 5. Křivsoudov          | pražské arcibiskupství                                                      | pražské arcibiskupství                           | součástí panství Vlašim vladyků Trčků z Lípy               | jako pustý se uvádí poprvé r. 1550                                      |
| 6. Lacembok (Zíkev)    | vladykové z Lacemboku                                                       | vladykové z Kutrovic                             | součástí panství Ledeč nad Sázavou pánů Ledečských z Říčan | kolem roku 1420 je hrad zničen                                          |
| 7. Ledeč nad Sázavou   | páni Ledečtí z Říčan                                                        | páni Ledečtí z Říčan                             | páni Ledečtí z Říčan                                       | páni Ledečtí z Říčan                                                    |
| 8. Lichnice            | panovník                                                                    | panovník                                         | královna Johana                                            | vladykové Trčkové z Lípy                                                |
| 9. Lipnice nad Sázavou | panovník                                                                    | páni z Vartenberka                               | vladykové Trčkové z Lípy                                   | vladykové Trčkové z Lípy                                                |
| 10. Odranec            | vladykové z Volfemberka                                                     | vladykové z Volfemberka                          | součástí panství Vlašim vladyků Trčků z Lípy               | zánik v čtvrtině 16. století                                            |
| 11. Orlík              | páni z Dubé                                                                 | rytíři z Leskovce                                | rytíři z Leskovce                                          | součástí panství Lipnice vladyků Trčků z Lípy, 1560 uváděn jako pustý   |
| 12. Polná              | páni z Pirkštejna                                                           | páni z Pirkštejna                                | páni ze Šternberka                                         | vladykové Trčkové z Lípy                                                |
| 13. Přibyslav          | páni z Ronova                                                               | páni z Ronova                                    | součástí panství Polná pánů ze Šternberka                  | V roce 1547 je označen jako pustý.                                      |
| 14. Ronov nad Sázavou  | páni z Ronova                                                               | páni z Ronova                                    | součástí panství Polná pánů ze Šternberka                  | V roce 1538 je označen jako pustý.                                      |
| 15. Ronovec            | vladykové Andělové z Ronovce                                                | vladykové Andělové z Ronovce                     | vladykové z Libice                                         | rytíři Haugvicové z Biskupic                                            |
| 16. Smrdov             | benediktinské opatství Vilémov                                              | benediktinské opatství Vilémov                   | součástí panství Lipnice vladyků Trčků z Lípy              | zanikl za husitských válek                                              |
| 17. Sokolohrady        | ?                                                                           | rytíř z Chotělic; vladyka ze Zíšova              | vladyka z Malče                                            | vladykové z Otaslavic                                                   |
| 18. Vlašský dvůr       | panovník                                                                    | panovník                                         | panovník                                                   | panovník                                                                |
| 19. Zahrádka           | vyšehradská kapitula                                                        | vyšehradská kapitula                             | součástí panství Lipnice vladyků Trčků z Lípy              | Od 15. století je pustý.                                                |
| 20. Zruč nad Sázavou   | páni Kolovratové ze Zruče                                                   | páni Kolovratové ze Zruče a z Chřenovic          | páni Kolovratové ze Zruče a z Chřenovic                    | páni Kolovratové ze Zruče a z Chřenovic                                 |
| 21. Želiv              | kanonie premonstrátů Želiv                                                  | kanonie premonstrátů Želiv                       | vladykové Trčkové z Lípy                                   | vladykové Trčkové z Lípy (hrad postaven po roce 1468)                   |
| 22. Žleby              | panovník                                                                    | panovník                                         | páni z Janovic                                             | rytíři Bohdanečtí z Hodkova                                             |
| 23. Sion               |                                                                             | vystavěn Janem Roháčem z Dubé v letech 1426–1427 | vypálen královským vojskem roku 1437                       | od roku 1581 součástí malešovského panství                              |
|                        | opevnění s nejasným statutem                                                |                                                  |                                                            |                                                                         |
| 24. Kácov              | Nejasné, jestli se jedná o hrad nebo o pouhou tvrz.                         | ?                                                | ?                                                          | ?                                                                       |
| 25. Čáslavský hrádek   | Nelze doložit, jestli se jednalo o kamenný hrad nebo o palisádové hradiště. | ?                                                | ?                                                          | okolo roku 1544 měšťan Ondřej Hradišťský z Hradiště                     |

## Sídla v kraji roku 1654
Místa v kraji Čáslavském z roku 1654, označená v berní rule tohoto kraje jako města a městečka.

### Města
| jméno města         | stav | obyvatel roku 1702*  | obyvatel roku 1830 | obyvatel roku 1843 | obyvatel roku 1850 | obyvatel k 31. 10. 1857 |
| ------------------- | --- | -------------------- | ------------------ | ------------------ | ------------------ | ----------------------- |
| Kutná Hora          | královské horní město | 2700                 | 8460               | 8777               | 8624               | 12727                   |
| Polná               | poddanské, panské město, panství Polná | 1474                 | 4225               | 5859               | 5971               | 5143                    |
| Havlíčkův Brod      | královské město | 1219                 | 3938               | 4101               | 4082               | 3966                    |
| Čáslav              | královské krajské město | 902                  | 3316               | 3714               | 3554               | 5396                    |
| Chotěboř            | poddanské, panské město, panství Chotěboř | 468                  | 3144               | 3686               | 3916               | 3735                    |
| Přibyslav           | poddanské, panské město, panství Polná | 540                  | 1732               | 2088               | 2116               | 2330                    |
| Ledeč nad Sázavou   | poddanské, panské město, panství Ledeč | 423                  | 1535               | 2174               | 1927               | 2093                    |
| Ronov nad Doubravou | poddanské, rytířské město, statek Ronov | 418                  | 1278               | 1606               | 1613               | 1684                    |
|                     | místa s nejasným statutem |                      |                    |                    |                    |                         |
| Lipnice nad Sázavou | poddanské, panské město, panství Lipnice (V berní rule „Původně napsáno asi >>Městečko<<, potom vyškrábáno a upraveno na >>Město<<; na dalším foliu jako údaj, že pokračuji záznamy o Lipnici, je uvedeno >>Continuatio městečka Lipnice<<“). | rok 1651 = 174 obyv. | 1236               | 1385               | 1454               | 1289                    |
| Kaňk                | královské horní město (V berní rule napsáno „Bergkwerk, slove na Kanku při Horách Kutnách“ Důl se stejnýma městskýma právy jako Kutná Hora a s vlastní radnicí)                                                                               | 190                  | 940                | 1120               | 1183               | 1255                    |

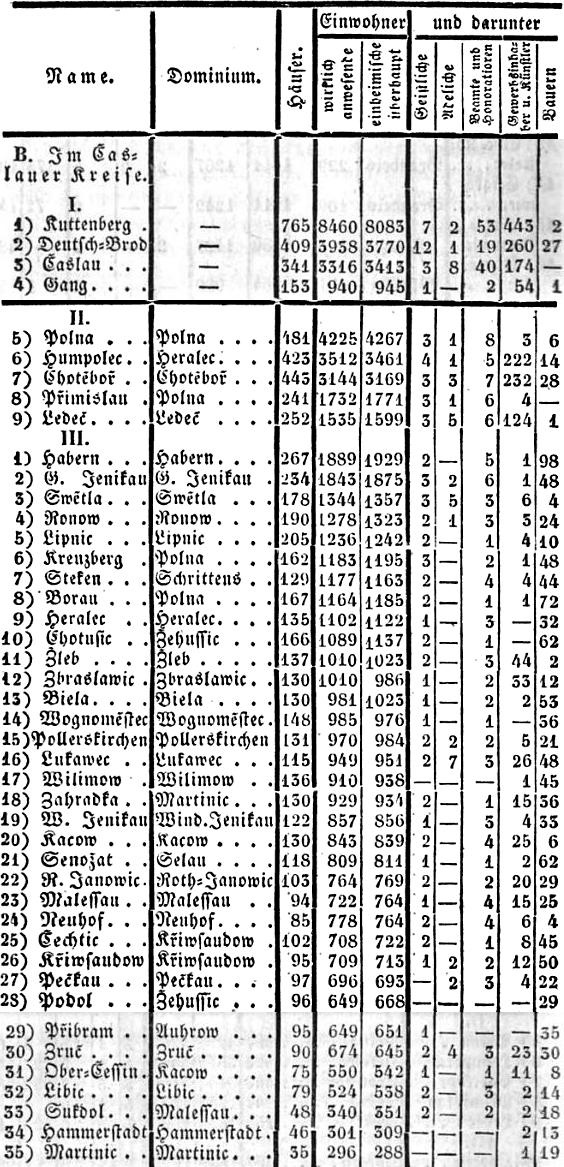
Obyvatelstvo Čáslavského kraje v roce 1830: I. města královská, II. města poddanská, III. městyse. Dále je zde uvedeno panství (dominium), počet budov, obyvatelstvo přítomné, domácí a další členění. Kraj má 8 měst od roku 1807, kdy byl Humpolec povýšen na město 9 a 35 městysů.

(* roku 1702 jsou obyvatelé nad 10 let)

### Městečka
| jméno městečka                                     | soudní okres      | panství, statek                           | obyvatel v roce 1830 | obyvatel v roce 1843 | obyvatel v roce 1850 | obyvatel k 31. 10. 1857 |
| -------------------------------------------------- | ----------------- | ----------------------------------------- | -------------------- | -------------------- | -------------------- | ----------------------- |
| Humpolec* (887 obyvatel roku 1702)                 | Humpolec          | Humpolec (p.)                             | 3512                 | 4139                 | 4589                 | 4506                    |
| Habry (Habr)                                       | Habry             | Habry (p.)                                | 1889                 | 1992                 | 2136                 | 2279                    |
| Golčův Jeníkov (Jeníkov)                           | Habry             | Golčův Jeníkov (p.)                       | 1843                 | 2070                 | 2420                 | 2529                    |
| Světlá nad Sázavou** (Světlá)                      | Ledeč nad Sázavou | Světlá (p.)                               | 1344                 | 1626                 | 1709                 | 1610                    |
| Krucemburk (Krucumburg)                            | Chotěboř          | Krucemburk (st - p)                       | 1183                 | 1405                 | 1500                 | 1393                    |
| Štoky                                              | Štoky             | Střítež a Úsobí (p.)                      | 1177                 | 1544                 | 1553                 | 1485                    |
| Havlíčkova Borová (Borová)                         | Přibyslav         | Polná (p.)                                | 1164                 | 1348                 | 1781                 | 1486                    |
| Chotusice                                          | Čáslav            | Žehušice (p.)                             | 1089                 | 1260                 | 1237                 | 1364                    |
| Žleby                                              | Čáslav            | Žleby (p.)                                | 1010                 | 1130                 | 1143                 | 1634                    |
| Zbraslavice                                        | Kutná Hora        | Zbraslavice (st. - r)                     | 1010                 | 1271                 | 1582                 | 1296                    |
| Česká Bělá (Bělá)                                  | Havlíčkův Brod    | vesnice m. Havlíčkův Brod                 | 981                  | 1137                 | 1174                 | 1133                    |
| Vojnův Městec                                      | Přibyslav         | Vojnův Městec (st. - d)                   | 985                  | 1265                 | 1338                 | 1275                    |
| Lukavec                                            | Pacov             | Lukavec (p.)                              | 949                  | 1137                 | 1344                 | 1131                    |
| Vilémov (Vilímov)                                  | Habry             | Vilémov, klašt. Vilémov, Jitkov (st. - r) | 910                  | 1068                 | 1156                 | 1163                    |
| Zahrádka (Trhová Zahrádka, 363 obyvatel roku 1702) | Ledeč nad Sázavou | Světlá (p.)                               | 929                  | 1030                 | 1357                 | 1009                    |
| Větrný Jeníkov                                     | Humpolec          | Větrný Jeníkov (st - p)                   | 857                  | 989                  | 955                  |                         |
| Kácov (201 obyvatel roku 1702)                     | Uhlířské Janovice | Kácov (p.)                                | 843                  | 213                  | 1164                 | 802                     |
| Senožaty                                           | Humpolec          | Želiv (p. - d)                            | 809                  | 925                  | 1062                 | 923                     |
| Červené Janovice (Janovičky)                       | Kutná Hora        | Janovice a Soutice (st. - r.)             | 764                  | 917                  | 974                  | 881                     |
| Malešov                                            | Kutná Hora        | Malešov (p.)                              | 722                  | 932                  | 1125                 | 1016                    |
| Čechtice                                           | Dolní Kralovice   | Čechtice (p.)                             | 708                  | 844                  | 940                  | 988                     |
| Dolní Kralovice                                    | Dolní Kralovice   | Zbyslav a Dolní Kralovice (st. - r)       |                      | 803                  | 1176                 | 843                     |
| Křivsoudov                                         | Dolní Kralovice   | Křivsoudov (p.)                           | 709                  | 780                  | 1020                 | 903                     |
| Malín                                              | Kutná Hora        | Sedlec (st - d)                           |                      | 767                  | 789                  | 951                     |
| Uhelná Příbram (Příbram)                           | Chotěboř          | Žleby (p.)                                | 649                  | 723                  | 939                  | 736                     |
| Zruč nad Sázavou (Zrutče)                          | Dolní Kralovice   | Zruč (st. - r)                            | 674                  | 798                  | 1130                 | 824                     |
| Čestín                                             | Uhlířské Janovice | Čestín a Úmonín (st. - r.)                | 550                  | 611                  | 1115                 | 640                     |
| Sázavka (Smrdov)                                   | Habry             | Třebešice, Vrbice a Modletín (st. - r)    |                      | 555                  | 500                  | 590                     |
| Suchdol (Sukdol)                                   | Kutná Hora        | Malešov (p.)                              | 340                  | 411                  | 583                  | 484                     |
| Hněvkovice                                         | Dolní Kralovice   | Vlastějovice (Hamry) (p.)                 |                      | 392                  | 373                  | 383                     |
| Vlastějovice (Dolenní Hamry)                       | Dolní Kralovice   | Hamry (Vlastějovice) (p.)                 | 301                  | 309                  | 520                  | 822                     |
| Chlum                                              | Čáslav            | Chlum (st. - r.)                          |                      | 244                  | 268                  | 205                     |
| Borovsko                                           | Dolní Kralovice   | Borovsko a Nesmiřice (st. - r.)           |                      | 232                  | 240                  | 234                     |
| Stříbrné Hory                                      | Přibyslav         | Polná (p.)                                |                      | 173                  | 264                  | 134                     |
| Podhradí (Předhradí)                               | Čáslav            | Třemošnice (p.)                           |                      | 99                   | 994                  | 199                     |

(v závorkách jsou uvedeny staré názvy městeček) (p.) = panství, (st.) = statek, (st. - d) = duchovní, (st. - r) = rytířský, (st. - p) = panský.
(* roku 1807 se Humpolec vykoupil z poddanství a byl povýšen na svobodné město,** roku 1855 Světlá povýšena na město)

## Panství v kraji roku 1654
Místa v kraji Čáslavském z roku 1654, označená v berní rule tohoto kraje jako panství a statky
| pořadí | stav     | majitel                                                                                               | seznam měst, městysů a vsí | osedlost |
| ------ | -------- | --- | --- | -------- |
| 1      | Panský   | Polenské panství Maxmiliána knížete z Dytrychštejna                                                   | Město Polná, Město Přibyslav, Městys Havlíčkova Borová, Stříbrné Hory, Janovice, Skrýšov, Dobroutov, Věžnička, Německý Šicndorf, Dobronín, Kamenná, Horní Věžnice, Dolní Věžnice, Šachotín, Hrbov, Záborná, Sirákov, Poděšín, Nížkov, Rosička, Sázava, Buková, Špinov, Olešenka, Dolní Jablonná, Česká Jablonná, Nové Dvory, Pořežín, Hřiště, Malá Losenice, Vepřová, Račín, Velká Losenice, Modlíkov, Dobrá, Poříčí, Žižkovo Pole, Střelcová (Stříbrné Hory), Utín, Krátká Ves, Peršíkov, Střížov, Hájek(Střížov), Sobíňov, Ždírec, Pohled, Dlouhá Ves 1. díl, Simtany, Ždírec, Jilemník, Peršíkov, Cibotín, Macourov, Dlouhá Ves, 2. díl, Brzkov, | 480,5    |
| 2      | Městský  | Havlíčkův Brod a vsi, královské město                                                                 | město Havlíčkův Brod, Městys Česká Bělá, Kojetín, Utín, Dlouhá Ves, Šlapanov, Suchá, Kněžská, Svatý Kříž, Perknov, Knyk, Zbožice, Český Dvůr(Knyk). Kotlasův Dvůr samota u Perknova | 217,25   |
| 3      | Duchovní | ŽELIV, panství opatství kláštera premonstrátů v Želivi                                                | Městys Senožaty, Bolechov, Brtná, Bystrá, Číhovice, Hladov, Hojanovice, Holušice, Jiřice, Kletečná, Koberovice, Komorovice, Krasoňov, Lískovice, Lísky, Lohenice, Mladé Bříště, Nečice, Petrovice, Podolí, Poříčí, Sedlice,Staré Bříště, Tukleky, Vlčí Hory, Vojslavice, Vřesník, Vystrkov, Záhoří, Želiv. | 203,75   |
| 4      | Panský   | Ledečské panství Adriana z Engelffurtu                                                                | Město Ledeč nad Sázavou, Kožlí, Ostrov, Sechov, Bohumilice, Mstislavice, Chřenovice, Obrvaň, Jedlá, Pavlovice, Bělá, Sychrov, Volavá Lhota, Machovice, Milanovice, Kozlov, Olešná, Souboř, Habrek, Číhošť, Kynice, Hroznětín, Tunochody, Leština, Zdeslavice, Vrbka, Bohdaneč, Třebětín, Víckovice, Kotoučov, Prostřední Ves. | 201      |
| 5      | Panský   | Herálec a Humpolec, panství Evy Tallmberkové                                                          | Městys Humpolec, Herálec, na samotě, Slavníč, Koječín, Radňov, Skorkov, Kamenice, Pavlov, Mikulášov, Dubí, Plačkov, Bransoudov (Humpolec), Čejov, Světlice, Hněvkovice, | 147      |
| 6      | Městský  | Kutná Hora a vsi, královské horní město                                                               | Kutná Hora, Poličany, Přítoky, Hořany, Lomec, Dědice, Vilémovice, Veletov | 144,25   |
| 7      | Panský   | Chotěbořské panství Rudolfa Rašína                                                                    | Město Chotěboř, Kejžlice, Řečice, Bystrá, Záběhlice, Suchdol samota u dobré vody, Pusté Lhotsko, Křepiny, Meziklasí, Loukov, Dobrá Voda Lipnická, Rejčkov, Budíkov, Jilem, Sedletín, Veselá, Vepříkov, Petrovice u Uhelné Příbramě, Rankov, Svinný. | 144      |
| 8      | Panský   | STŘÍTEŽ A ÚSOBÍ, panství Ferdinanda Ernesta z Bukové                                                  | Městys Štoky, Střítež (okres Jihlava), Dobronín, Heroltice, Nové Dvory (okres Žďár nad Sázavou), Hybrálec, Ždírec (okres Jihlava), Smrčná, Petrovice (Štoky), Pozovice, Smilov (Štoky), Studénka (Štoky), Úsobí, Chválkov (Lípa), Dobrohostov, Kochánov (okres Havlíčkův Brod), Okrouhlička, Ústí (okres Jihlava), Mysletín, Šimanov, Buková samota u Ústí, Orlov samota u Mysletína, Branišov (Ústí)," | 137,5    |
| 9      | Panský   | NOVÉ DVORY, panství Frydrycha Eusebia Švihovského z Rysumburku a Švihova                              | Tvrz Ovčáry (Nové Dvory), Nové Dvory (okres Kutná Hora), Církvice, Jakub (Církvice), Svatá Kateřina (Svatý Mikuláš), Záboří nad Labem, Kobylnice (okres Kutná Hora), Lišice (Svatý Mikuláš), Morašice (okres Pardubice), Svatý Mikuláš (okres Kutná Hora), | 110      |
| 10     | Panský   | ŽEHUŠICE, pasntví Marie hraběnky z Valdštejna                                                         | Městys Chotusice, Žehušice, Rohozec (okres Kutná Hora), Sulovice, Horušice, Horka I, Bojmany, Výčapy (Vlačice), Vlačice, Horní Bučice, Dolní Bučice, Zaříčany, Lovčice (Bílé Podolí), Semtěš, Sovolusky (okres Pardubice), Sovoluská Lhota, Litošice, Seník (Jankovice), Brloh (okres Pardubice), Krasnice, Lipnička, Radkovec Dvůr u Kochánova, Kochánov (Světlá nad Sázavou), Koňkovice, Trpišovice, Dobrovítova Lhota, Smrčná (Trpišovice), Závidkovice, Radostovice (Světlá nad Sázavou), Broumová Lhota (Krásná Hora), Nová Ves u Světlé | 101,5    |
| 11     | Panský   | GOLČŮV JENÍKOV, panství Marie Magdaleny Goltschové                                                    | Městys Golčův Jeníkov, Stupárovice, Skryje (okres Havlíčkův Brod), Podmoky (okres Havlíčkův Brod), Přibyslavice (Vlkaneč), Kozohlody, Vlkaneč, Klucké Chvalovice, Frýdnava, Leškovice, Rybníček (okres Havlíčkův Brod), Kobylí Hlava, Římovice, Mnichov, Žandov (Chlístovice), Rašovice (okres Kutná Hora) | 101      |
| 12     | Panský   | HABRY, panství Jana z Walmerode                                                                       | Městys Habry, Nová Ves u Leštiny, Štěpánov (Leština u Světlé), Kysíbl dvůr a mlýn u Habrů, Lubno (Habry), Kámen (okres Havlíčkův Brod), Tis (okres Havlíčkův Brod), Kněž (Tis), Jiříkov (Kámen), Proseč (Kámen), Miřátky, Lučice (okres Havlíčkův Brod), Komárov dvůr u Malčina, Olešnice (Okrouhlice), Soud Velkovolešnicky Valečov dvůr u Olešnice, Pohleď, Malčín, Skuhrov (okres Havlíčkův Brod), Radostín (okres Havlíčkův Brod) | 98       |
| 13     | Panský   | LUKAVEC, panství Alžběty hraběnky z Opprstorffu                                                       | Městys Lukavec (okres Pelhřimov), Týmova Ves, Mezilesí (okres Pelhřimov), Salačova Lhota, Velká Ves (Lukavec), Křešín (okres Pelhřimov), Mohelnice (Křešín), Štědrovice, Blažnov, Čeněnice, Malá Paseka, Starý Smrdov, Kramolín (Křešín), Chyšná, Skoranovice, Všebořice (Loket), Radíkovice (Loket), Bernartice (okres Benešov), Tisek | 94,5     |
| 14     | Panský   | Lipnické panství Matyáše Vernýra                                                                      | Město Lipnice nad Sázavou, Dolní Město, Kojkovice, Kojkovičky, Vilémovec, Volichov, Vítonín, Věž (okres Havlíčkův Brod), Lípa (okres Havlíčkův Brod), Petrkov (Lípa), Šebestěnice, Okrouhličtí Dvořáci na samotách | 94,25    |
| 15     | Rytířský | Třebešice, Vrbice a Modletín. Václava Rudolfa st. Věžníka z Věžník                                    | městys Smrdov, Třebešice, Vrbice, Kunemil, Horní Dlužiny, Ovesná Lhota, Vlkanov, Stříbrné Hory, Bohušice, Druhanov, Služátky, Mrzkovice, Benetice, Žebrákov, Horní Březinka, Hudice u Modletína, Maslovanky u Modletína, Vrátkov, Rušínov, Klokočov, Klokočovská Lhotka, Hoješín, Leškova Hůrka, Hostětínky | 88       |
| 16     | Duchovní | Vojnův Městec, statek cisterciáckého kláštera u města Žďáru                                           | Městys Vojnův Městec, Radostín, Škrdlovice, Světnov, Stržanov, Polnička, Počátky | 82       |
| 17     | Panský   | KÁCOV, panství Vilém Popel z Lobkovic                                                                 | Městys Kácov, Zliv, Holšice, Čížov (Chabeřice), Řendějov, Chabeřice, Jiřice (Řendějov), Starý Samechov, Polipsy, Kněž (Čestín), Čenovice, Losiny, Petrovice II, Vlková (Zbizuby), Hroznice, Zbizuby, Koblasko, Zderadiny, Vranice (Zbizuby), Psáře, Soušice | 76       |
| 18     | Panský   | KŘIVSOUDOV panství Jakuba Leopolda z Halvejlu                                                         | Městys Křivsoudov, Mnichovice (okres Benešov) (2 díl), Děkanovice, Dunice, Strojetice, Černičí, Jenišovice (Křivsoudov), Němčice (Loket), Kačerov (Loket), Lhota Bubeneč, Nová Ves u Dolních Kralovic, | 74       |
| 19     | Panský   | NOVÝ STUDENEC, panství Jindřicha Kustoše ze Zubřího a z Lípy                                          | Nový Studenec, Podmoklany, Odraneč (Podmoklany), Branišov (Podmoklany), Sychrov, samota u Podmoklan v okrese Havlíčkův Brod, Hudeč, Sloupno (okres Havlíčkův Brod), Štikov (Slavíkov), Horní Vestec a Dolní Vestec, Libice nad Doubravou, Libická Lhotka, Dolní Sokolovec, Kladruby (Libice nad Doubravou), Lhůta (Libice nad Doubravou), Lány (okres Havlíčkův Brod), Předboř (Maleč), Hranice (Maleč), Rovný, Kocourov (Slavíkov), Údavy, Dlouhý (Slavíkov), Stružinec (Ždírec nad Doubravou), | 69,25    |
| 20     | Panský   | TUPADLY, panství Ernestina hraběnka de Suis                                                           | "Tupadly (okres Kutná Hora), Potěhy, Vrdy, Močovice, Drobovice, Březí (Zbýšov), Zbudovice, Horky (okres Kutná Hora), | 67       |
| 21     | Panský   | MALEŠOV, panství sirotků hraběte Volfa Hendrycha Berky                                                | "Městys Malešov, Městys Suchdol (okres Kutná Hora), Bykáň, Týniště (Malešov), Polánka (Malešov), Chlístovice, Chroustkov, Všesoky, Miletice (Nepoměřice), Košice (okres Kutná Hora), Vidice (okres Kutná Hora), Tuchotice, Stará Lhota, Albrechtice (Malešov), Útěšenovice, Hranice (Slavošov), Slavošov, Hodkov (Zbraslavice), Dobřeň (Suchdol), Malenovice (Suchdol), Bořetice (Červené Pečky), Miskovice, Březová (Úmonín), Mezholezy (Miskovice), Sedlov," | 63,75    |
| 22     | Panský   | ŽLEBY, panství Frydricha, hrabě z Cavriani                                                            | Městys Žleby, Městys Uhelná Příbram, Hostovlice, Horky (okres Kutná Hora), Mlýn na samotě Vinaře, Vinice (Vinaře), Licoměřice, Bousov, Tuchov, Žlebská Lhotka, Žlebské Chvalovice, Zehuby, Střítež Samota u Nejepína, Nejepín, Tři Dvory samota u Jarošova, | 61,5     |
| 23     | Panský   | ČECHTICE, panství Jana Šebestýna z Hallweylu                                                          | "Městys Čechtice, Jeníkov (Čechtice), Nekvasovice (Čechtice), Palčice, Dobříkovice, Kuňovice, Borovnice (okres Benešov), Otročice, Malá Paseka, Sudislavice, Jizbice samota z Zhoře | 60       |
| 24     | Panský   | OKROUHLICE, panství Filipa Adama hraběte ze Sulmus                                                    | "Zdislavice (Herálec), Boňkov, Skála (Věž), Leština (Věž), Jedouchov, Bratroňov (Krásná Hora), Čekanov, Krásná Hora, Bezděkov (Krásná Hora), Březinka (Havlíčkův Brod), Mozolov (Krásná Hora), Vadín, Babice (Okrouhlice), Klanečná, | 58,75    |
| 25     | Městský  | Čáslav, královské krajské město                                                                       | Čáslav a předměstí | 58,5     |
| 26     | Rytířský | Vilémov, Jitkov, Klášter Vilemovský, Mariji Alžbetě Věžníkové z Nemyšle                               | městys Vilémov, Klášter, Bučovice, Heřmanice, Ždánice, Hostovlice, Jakubovice, Zhoř, Nasavrky, Vrtěšice, Jitkov, Oudoleň, Slavětín | 52       |
| 27     | Panský   | Světlá nad Sázavou, panství Gebharta Taxise                                                           | Městys Světlá nad Sázavou, Městys Zahrádka (Horní Paseka), Kamenná Lhota, Kouty (okres Havlíčkův Brod), Dolní Březinka, Horní Paseka, Dolní Paseka, | 50,625   |
| 28     | Rytířský | Košetice a Buřenice, statek Johanny Eusebii z Svárova                                                 | Kosětice, Buřenice, Babice, Martinice u Onšova, Chýstovice | 48,5     |
| 29     | Rytířský | Ronov nad Doubravou, statek Ferdinandovi Antonínu Chiesovi                                            | Město Ronov nad Doubravou, Zbyslavec, Rudov, Jetonice, Biskupice, Mladotice, Pařížov, Spytice, Zvěstovice, Sirákovice, Úhrov, Kraborovice, Spačice, Zehuby | 42,875   |
| 30     | Městský  | Vesnice kralovského města Jihlavy                                                                     | Výskytná nad Jihlavou, Hlávkov, Jiřín, Ježená, Dvorce, Rounek, 1 papírna Staré Hory, Hubenov | 42       |
| 31     | Panský   | VĚTRNÝ JENÍKOV, statek Frydrycha z Trautmanssdorffu                                                   | Městys Větrný Jeníkov, Kalhov, Zbinohy, Úhořilka, Chyška, Zbilidy, Dušejov, Opatov (okres Jihlava), Dudín, Jankov (okres Pelhřimov), | 41,5     |
| 32     | Rytířský | Frýdnava, statek Augustyna Ernesta Šenovce                                                            | Bartoušov, Vysoká, Květnov, Hurtova Lhota, Michalovice, Kvasetice, Květinov | 37,875   |
| 33     | Rytířský | Červené Janovice a Soutice, statek Litmírovi Obiteckýmu                                               | městys Červené Janovice, Zhoř, Bludov, Zdeslavice, Chvalov, Plhov, Soutice, Černýš, Kalná, Horka, Proseč, Podivice, Horní Rapotice, Vilémovice, Čejtice, Kaliště, Újezdec, Senetín | 37,5     |
| 34     | Duchovní | KŘESETICE, statek jezuitské koleje v Kutné Hoře                                                       | Bahno, Bylany, Černíny, Chrást, Krasoňovice, Krupá, Křesetice, Neškaredice, Paběnice, Perštejnec, Předbořice, Šetějovice, Pucheř, | 37       |
| 35     | Panský   | TŘEMOŠNICE, panství Ferdinanda Rabenhaupta ze Suché.                                                  | Městys Podhradí (Třemošnice), Míčov, Skoranov, Kraskov, Žďárec u Seče, Závratec, Skalka dvůr u Kubikových dubů, Lhotka samota u Kubikových dubů, Moravany (Ronov nad Doubravou), Kněžice (okres Chrudim), Moravany, Pařížov (Běstvina), Počátky (Seč), Krchleby (okres Kutná Hora), Dobrovítov, Hlohov (Číhošť), Hostkovice (Třebětín), Dědice, Damírov, Les Svárov u Dobrovítova (zaniklá), Čejkovice (okres Kutná Hora), Krchlebská Lhota, Opatovice (Zbýšov) | 36       |
| 36     | Rytířský | Zbyslav a Dolní Kralovice, statek Jaroslava Šoffmana                                                  | městys Dolní Kralovice, Střítež, Příseka, Budeč, Zbyslav, Bílé Podolí, Starkoč, Lovčice, Horušice, Lipovec, | 35,25    |
| 37     | Rytířský | Onšov, statek Salomeny Karlový z Svárova                                                              | Onšov, Těškovice, Chlovy, Hořice, Děkančice, Hroznětice, Syrov | 33,375   |
| 38     | Rytířský | Horní a Dolní Krupá, statek Jana Mencle                                                               | Dolní Krupá, Horní Krupá, Olešná | 28,25    |
| 39     | Rytířský | Maleč, statek Adama Chuchelskýho                                                                      | Maleč, Víska, Horní a Dolní Lhotka, Jeníkovice, Blatnice, Předboř, Horní Sokolovec | 28       |
| 40     | Rytířský | Čáslavsko, statek. V zástavě drží p. Kateřina Skuhrovská                                              | Čáslavsko, Horní Lhota, Velká Ves | 24,125   |
| 41     | Rytířský | Martinice, statek Václava staršího Vraždy z Kulvaldu                                                  | Martinice u Dolních Kralovic, Balžejovice, Vranice, Píšť, Ježov, Vraždovy Lhotice, Tomice, Zahradčice, Budeč, Dolní Rapotice | 23,125   |
| 42     | Rytířský | Zbraslavice, statek sirotků po Bohuslavovi Horňateckým                                                | městys Zbraslavice, Chotěměřice, Velká Skalice, Rápošov, Hetlín, Štipoklasy, Černíny | 22,125   |
| 43     | Rytířský | Bratčice a Nová Ves, statek Bernrta Šmerhovskýho                                                      | Bratčice, Nová Ves u Chotěboře, Skuhrovec dvůr u Zástraní | 21,5     |
| 44     | Panský   | HAMRY (VLASTĚJOVICE), panství Jana Antonína Losy z Losinthalu                                         | Městys Vlastějovice (Dolení Hamry), Městys Hněvkovice (okres Havlíčkův Brod), Kounice (Vlastějovice), Skala (Vlastějovice), Budčice, Velká Paseka, Nová Ves u Dolních Kralovic, Laziště (Pertoltice), Mnichovice (okres Benešov) 1.díl, Březina (Vlastějovice), Pertoltice (okres Kutná Hora), Zahájí (Hněvkovice)-Štičí, Habrovčice, Čejtice, | 21       |
| 45     | Rytířský | Pravonín, statek Pukharta Kekule                                                                      | Pravonín | 21       |
| 46     | Rytířský | Zruč nad Sázavou, statek Markétě Mečerodové                                                           | městys Zruč nad Sázavou, Pohleď, Lipína, Debř samota z Zruče | 20       |
| 47     | Panský   | BEZDĚKOV, statek Evy Kustošové                                                                        | Bezděkov (okres Havlíčkův Brod), Hařilova Lhotka, Malochyně, Křívý Dvůr u Malochyně, Horní Studenec, | 19       |
| 48     | Panský   | KRUCEMBURK, statek Marie Alžběty Berkové ze Vchynic a Tetova                                          | Městys Krucemburk, Hluboká (Krucemburk), Kohoutov (Ždírec nad Doubravou) Benátky (Ždírec nad Doubravou), | 17       |
| 49     | Panský   | HORNÍ KRALOVICE, statek Ludvíka z Herberštejna                                                        | Horní Kralovice, Bezděkov (Loket), Loket (okres Benešov), Libčice (Dolní Kralovice) | 17       |
| 50     | Duchovní | SEDLEC, statek opatství cisterciáckého kláštera Matky Boží v Sedlci                                   | Městys Malín, Habrkovice, Horušice, | 15,5     |
| 51     | Rytířský | Čestín a Úmonín, statek Kateřiny Skuhrovský                                                           | Městys Čestín, Zichovice samota u Kasanic, Kasanice, Staré Nespeřice, Milotice, Tlučeň, Úmonín, Boštice | 14,25    |
| 52     | Rytířský | Bačkov a Zboží, statek sirotků Klusákovských                                                          | Bačkov, Zboží | 14       |
| 53     | Rytířský | Veselý Žďár, statek Jana Hendricha z Levenfelzu                                                       | Veselý Žďár | 14       |
| 54     | Duchovní | TERMESHOFY, statek cisterciáckého panenského klaštera v Pohledu                                       | Termesivy | 13,5     |
| 55     | Rytířský | Tvrz Šadova Lhotice. Alžbětě Tenoklový                                                                | Šadová Lhotice, Špeřice, Holušice, Vitice, Miletín, Lhotka | 13       |
| 56     | Panský   | SNĚŤ, statek Lidmily Sydonie, slečny ze Vchynic a z Tetova                                            | Snět, Dolní Rapotice | 12       |
| 57     | Rytířský | Chuchel, statek Mikuláše Lažanského z Bukové                                                          | Chuchel, Drhotín, Rostejn, Jeřišno, Čečkovice | 12       |
| 58     | Panský   | ČERVENÉ PEČKY, statek Justa z Gebhartu                                                                | Červené Pečky, Opatovice (Červené Pečky), Nepoměřice, Kralice (Chlístovice), Mančice (Rašovice), Onomyšl, Křečovice (Onomyšl), Nebovidy (okres Kolín), Vernýřov, | 11,5     |
| 59     | Městský  | Vesnice města Ledče nad Sázavou                                                                       | Prosička, Chlistovice, Měchovice, Kamenná Lhota | 11       |
| 60     | Rytířský | Borovsko a Nesmiřice, statek Bohuslava Michala Zňovskýho, Johanny Veroniky Zňovský, Jakuba Paravičína | městys Borovsko, Brzotice, Bernartice, Čejtice, Onšovec, Nesměřice, Hulice, | 10       |
| 61     | Rytířský | Lipka, statek sirotkům po Karlovi Kustošovi                                                           | Lipka, Horní Bradlo, Dolní Bradlo, Velká Střítež, Malá Střítež, Hluboká, Možděnice, Polom, Jančour, Javorné | 10       |
| 62     | Rytířský | Podhořany, statek Radslava Kostomlatského z Vřešovic                                                  | Podhořany, Turkovice, Bukovina, Březinka, Hoštálovice, Rašovy | 10       |
| 63     | Rytířský | Příseka a Opatovice, statek Jindřicha Velvarskýho                                                     | Příseka, Opatovice | 10       |
| 64     | Rytířský | Kaliště, statek Alšovi Přibkovi                                                                       | Kaliště | 9        |
| 65     | Rytířský | Rosochatec, statek Mikuláše Bechyně                                                                   | Rosochatec, Čachotín, Skořetín dvůr u Rosochatce, Břevnice, Kyjov | 8,375    |
| 66     | Duchovní | KRASEŃOVICE A ŽELIVEC, statek Patres Soc. Jesu v Kutné Hoře                                           | Želivec, Krasoňovice, | 8        |
| 67     | Panský   | PETROVICE A PAVLOV, statek Anny Isabelly z Kolovratové                                                | Pavlov (okres Havlíčkův Brod), Petrovice I, | 8        |
| 68     | Rytířský | Dobrnice, statek Jana Arnošta z Erhenprechthaussu                                                     | Dobrnice, Leština | 8        |
| 69     | Rytířský | Vestec, statek Antonína Augustyna Bynaka (Binago)                                                     | Ostružno, Borek, Přísečno, Pukšice, Vestecká Lhota, Podhořice, | 8        |
| 70     | Rytířský | Tvrz Korotice Viléma Hrobčickýho                                                                      | Korotice, Vilémovice u Ledče n. Saz., Vilémovice u Červ. Janovic | 7        |
| 71     | Rytířský | Hlízov, statek. Prve v sequestru J. M. Císařské, nyní p. Čejky                                        | Hlízov | 6,625    |
| 72     | Rytířský | Opatovice a Slavíkov, statek Jana Dobřenskýho                                                         | Slavíkov, Opatovice I., Černíny, Zálesí, Rovný | 6        |
| 73     | Rytířský | Slavětín, statek Evy Měděncové                                                                        | Slavětín | 5,625    |
| 74     | Městský  | Bergverk Kaňkovskej, královské horní město                                                            | Kaňk | 5        |
| 75     | Rytířský | Nová Lhota, statek Jindřicha Haugvice                                                                 | Nová Lhota, Olšany, | 4,625    |
| 76     | Duchovní | MEZILESY, ves stateček jezuitské koleje v Kutné Hoře                                                  | Mezholezy (Miskovice) | 4        |
| 77     | Rytířský | Hraběšín, statek Salomeny Lukavecký                                                                   | Hraběšín | 4        |
| 78     | Rytířský | Pavlíkov, statek Janovi z Vejtmíle                                                                    | Pavlíkov samota u Leštínky, Leštinka | 4        |
| 79     | Rytířský | Švábinov, statek Jana Kamberskýho                                                                     | Zdeslavice u Malešova, Venýřov, Švabinov, | 4        |
| 80     | Rytířský | Běstvina, statek Kryštofa Kordule                                                                     | Běstvina, Drhotice dvůr u Rostejnu, Horní Počátky | 3        |
| 81     | Rytířský | Chyšná, statek Bohuslava Lukaveckýho                                                                  | Chyšná | 3        |
| 82     | Rytířský | RADBOŘ, statek Jindřicha Graffta                                                                      | Kořenice, Sedlov | 2,625    |
| 83     | Rytířský | Keblov, statek Humprechta Račína                                                                      | Keblov | 2,5      |
| 84     | Rytířský | Vyklanice, statek, díl druhý, sirotkům po Zdeňkovi Košetickým z Horky                                 | Vyklantice 2 díl | 2,25     |
| 85     | Rytířský | Dřevíkov, stateček Marty Metychové                                                                    | Dřevíkov, V Tobolkách samota u Dřevíkova, Veselý Kopec, Jančour | 2        |
| 86     | Rytířský | Nejepín, statek Jindřicha Sudka                                                                       | Nejepín, v Sucholepech na samotách, Muhudy | 2        |
| 87     | Rytířský | Doubkov, statek Alině Bošinské                                                                        | Dobkov | 1,5      |
| 88     | Rytířský | Vyklanice, statek, díl první, Václava Košetického z Horek                                             | Vyklantice 1 díl, Radějov, Petrovsko | 1,25     |
| 89     | Rytířský | Koštišťany, statek Jindřicha Sevkovskýho (Slavkovský)                                                 | Koštišťany | 1        |
| 90     | Rytířský | Mezilesí, statek Jindřicha Jeníka                                                                     | Mezilesí u Týmové Vsi | 1        |
| 91     | Rytířský | Nemojov, stateček Anny Mariji Horňátecký                                                              | Nemojov | 1        |
| 92     | Rytířský | Souňov, statek Jiřího Skřižovskýho                                                                    | Souňov | 1        |
| 93     | Rytířský | Žibřichovice, statek Elišče Rašínový                                                                  | Žibřidovice | 0,75     |
| 94     | Rytířský | Sedlice, statek Humprechta Račína                                                                     | Sedlice, Dubějovice | 0,25     |
| 95     | Rytířský | Zámek Chlum, statek Viléma Mladoty z Solopisk                                                         | městys Chlum | 0        |

## Soudní okresy kraje od roku 1855
- Okres chotěbořský
- Okres čáslavský
- Okres německobrodský
- Okres haberský
- Okres humpolecký
- Okres kouřimský
- Okres uhlířskojanovický
- Okres kolínský
- Okres kutnohorský
- Okres ledečský
- Okres poděbradský
- Okres polenský
- Okres přibyslavský
- Okres dolnokralovický

## Vymezení
Čáslavský kraj byl značně rozlehlý. Jeho hraniční čára procházela v blízkosti těchto obcí:
Na severu v dnešním okrese Kolín obcemi: Kořenice, Sedlov, Bořetice (Červené Pečky), Opatovice (Červené Pečky), Červené Pečky, Nebovidy a Veletov.
V okrese Kutná hora hraničními obcemi byly Chabeřice, Kácov, Vranice (Zbizuby), Zbizuby, Vlková (Zbizuby), Staré Nespeřice, Čestín, Velká Skalice, Vernýřov, Žandov (Chlístovice), Rašovice, Mančice (Rašovice), Křečovice (Onomyšl), Onomyšl, Rozkoš (Onomyšl), Dobřeň (Suchdol), Malenovice (Suchdol), Hořany (Miskovice), Kutná Hora, Kaňk, Hlízov, Svatá Kateřina (Svatý Mikuláš), Záboří nad Labem, Kobylnice, Lišice (Svatý Mikuláš), Sulovice a Horušice.
V okrese Pardubice: Morašice, Litošice, Seník (Jankovice), Brloh, Sovoluská Lhota, Sovolusky, Turkovice, Rašovy a Bukovina u Přelouče.
Na východě v dnešním okrese Chrudim: Hošťalovice, Březinka (Hošťalovice), Jetonice, Míčov, Skoranov, Kraskov, Žďárec u Seče, Javorka (Seč), Hoješín, Lipka (Horní Bradlo), Horní Bradlo, Velká Střítež, Hluboká, Možděnice, Svobodné Hamry a Dřevíkov.
V okrese Havlíčkův Brod: Jeřišno, Klokočov, Rušinov, Vratkov (Rušinov), Údavy, Stružinec (Ždírec nad Doubravou), Benátky (Ždírec nad Doubravou) a Krucemburk.
Na jihu v okrese Žďár nad Sázavou: Vojnův Městec, Karlov, Škrdlovice, Světnov, Stržanov, Polnička, Račín, Sázava, Rosička, Nížkov, Sirákov a Poděšín.
V okrese Jihlava: Janovice (Polná), Dobroutov, Věžnička, Ždírec, Střítež, Heroltice (Jihlava), Bedřichov u Jihlavy, Staré Hory, Plandry, Vyskytná nad Jihlavou, Rounek, Dvorce, Hubenov, Dušejov, Opatov a Dudín.
V okrese Pelhřimov: Jankov, Mysletín, Staré Bříště, Mladé Bříště, Záhoří (Mladé Bříště), Kletečná (Humpolec), Sedlice, Brtná, Želiv, Bolechov, Poříčí (Křelovice), Číhovice, Onšov, Košetice, Arneštovice, Radějov (Buřenice), Lesná, Buřenice, Vyklantice, Lukavec, Týmova Ves, Salačova Lhota a Mezilesí.
Na západě v okrese Benešov: Zdiměřice (Načeradec), Řísnice, Slavětín (Načeradec), Velká Ves (Lukavec), Horní Lhota (Načeradec), Tisek, Vračkovice, Pravonín, Chmelná, Miřetice, Kuňovice, Mnichovice, Sedmpány, Dubějovice, Soutice, Soušice a Psáře.